# Realityserie
Een realityserie of realitysoap is een televisieprogramma waarin niet geacteerd wordt maar waarin de kijker de 'realiteit' kan volgen.

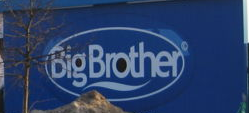
Big Brother maakte het genre groot in Nederland en België

Het is daardoor een mengeling van een documentaire en een soap. Ligt de nadruk op het eerste element, dan spreekt men eerder van een realityserie, ligt de nadruk meer op de menselijke interactie dan noemt men het al gauw een (reality)soap.

## Geschiedenis
In 1948 startte de Amerikaan Allen Funt zijn komisch programma Candid Camera, waarin de reactie van mensen in een bepaalde situatie gefilmd werd met een verborgen camera. Soortgelijke programma's verschenen ook elders in de wereld, zoals in Nederland het programma Poets en Bananasplit.
De eerste realitysoap was de serie An American Family over een gezin in echtscheiding op de Amerikaanse zender PBS, met twaalf afleveringen in 1973. Een jaar later verscheen er in het Verenigd Koninkrijk een soortgelijk programma, The Family, over het arbeidersgezin Wilkins in Reading. Realityseries kwamen op tegen het eind van de jaren tachtig. Het programma Cops, voor het eerst uitgezonden in 1989, volgde politieagenten tijdens hun dagelijkse jacht op criminelen. Het KRO-programma Nummer 28 startte met een concept waarin een groep wildvreemden gedurende een langere periode bij elkaar gebracht werden, om daarna te volgen wat er zich in de groep zou afspelen.
Een van de bekendste realitysoaps was echter Big Brother (uit 1999, van Endemol). Mensen werden in dit programma tezamen in een huis opgesloten, en 24 uur per dag gevolgd door camera's. Na het wereldwijde succes van deze serie ontstond er een hausse van programma's in dit genre.
In andere voorbeelden van realitysoaps worden bekende mensen met de camera gevolgd, of gaat er een camerateam mee met mensen met een bepaald beroep (zoals parkeerwachters, politieagenten of een ambulanceteam, maar ook zeevissers enz.). Een ander voorbeeld is de Amsterdamse realitysoap West Side van de zender AT5. Het scenario hiervan ligt in hoofdlijnen vast, maar wordt gedurende de draaiperiode aangepast. De acteurs krijgen per draaidag het scenario te zien, zodat ze niet weten wat er in latere afleveringen gaat gebeuren.

## Kritiek
Realitytelevisie wordt bekritiseerd omdat deelnemers zich vaak laten gebruiken door de televisiemakers om spectaculaire televisie te maken. Voorbeelden zijn dat kandidaten in programma's als Big Brother en Temptation Island aangezet werden tot gedrag dat hogere kijkcijfers genereerde, maar hun relaties en reputaties op het spel zetten. Vaak werd er alcohol geschonken, wat tot promiscue gedrag leidde. Verder wordt de realiteit soms opgeleukt.
In 2006 publiceerde Marc Hoogsteyns, die aan diverse programma's meewerkte, een artikel met een scala aan kritiek: Ruzie en racistische uitlatingen zouden deelnemers langer in het programma houden omdat ze goed zouden zijn voor de kijkcijfers. Lokale arbeidskrachten werden uitgebuit. De arbeidsomstandigheden bij Peking Express zouden gevaarlijk zijn en in geval van verkeersongelukken aanzetten tot vluchtmisdrijf; ook moest daar op verzoek van Net5 een Nederlands koppel in de finale komen. Bij Stanley's Route werden moderne elementen van Afrikaanse dorpen weggewerkt, zodat er een clichématig, ouderwets en haast racistisch beeld ontstond. In een reactie wees de ethicus Johan Taels op programma's die met respect gemaakt werden, zoals Het leven zoals het is: adoptie. Hij aanvaardt enscenering zolang die in dienst staat van de betrokkenen en de omgeving, dus niet vooral voor effectbejag. De productiehuizen ontkenden de misstanden die Hoogsteyns noemde en verweten hem rancune omdat hij ontslagen was wegens "zware beroepsfouten en incompetentie". Wel relativeerde productiehuis Kanakna het realiteitsgehalte: Het is niet zo dat je de kandidaten zomaar laat doen en de camera's laat draaien. Zo maak je nu eenmaal geen boeiend tv-programma.
In 2011 schreef Barbara Kuipers, een voormalig medewerker van realityprogramma's, een roman die de manipulaties bij realityprogramma's beschrijft; zij suggereert dat het boek een realistisch beeld geeft van de werkwijze.

## Voorbeelden
- 't Is hier fantasties
- Adieu BZN
- Can't Buy Me Love
- Dat zal ze leren! (Nederland), Dat zal ze leren! (Vlaanderen), en (ook in Vlaanderen) het Engelse origineel That'll Teach 'Em
- De Bus
- De Gouden Kooi
- Hogan Knows Best
- Keeping Up with the Kardashians
- Nummer 28
- Op z'n Hollands
- Pawn Stars
- Secret Story
- The Hills
- Tros Wanted
- Two-A-Days
- West Side

#### Spelformats
- Big Brother
- De Mol (Vlaanderen) en Wie is de Mol? (Nederland)
- Expeditie Robinson (Nederland en Vlaanderen)
- Fighting with the stars
- House of Talent
- Peking Express
- Temptation Island
- Utopia/Utopia 2
- De Pelgrimscode
- Een jaar van je leven
- Tough as Nails Nederland
- Million Dollar Island
- De Bondgenoten

#### Soapy
- Barbie's bruiloft
- Boer zkt Vrouw (Vlaanderen) en Boer zoekt Vrouw (Nederland)
- Chateau Meiland
- De Bauers
- De Pfaffs
- De Planckaerts
- De Roelvinkjes
- De Verhulstjes
- Gewoon Jan Smit
- Geordie Shore (uit het VK)
- Het leven zoals het is
- Familie Gillis: Massa is Kassa
- Jersey Shore (uit de VS)
- Oh Oh ...
- Operation Repo
- Patty's Posse
- Samantha en Michael ...
- The Osbournes